# Ибрахимай, Делина
Делина Ибрахимай (алб. Delina Ibrahimaj; род. 23 декабря 1983, Тирана) — албанский политический и государственный деятель. Член Социалистической партии Албании. Министр финансов и экономики Албании с 18 сентября 2021 года.

## Биография
Родилась 23 декабря 1983 года в Тиране, столице Албании.
Получила степень бакалавра гуманитарных наук в области международной экономики и менеджмента в Университете имени Луиджи Боккони в Милане, в декабре 2009 года — степень магистра наук в области общего менеджмента в Университете имени Луиджи Боккони в Милане, в ноябре 2012 года — докторскую степень в области управления банковским делом и финансами Римского университета Тор Вергата.
Имеет обширный управленческий опыт в частном секторе. С 2005 по 2007 год — управляющая Albanian Distribution Association. С 2007 по 2010 год занимала должность генерального директора в Urban Distribution. В 2011—2015 годах работала экономистом в Банке Албании и членом правления, старшим финансовым директором в Tirana Ekspres, в 2015—2016 годах — в канцелярии премьер-министра в качестве координатора по созданию интегрированной системы информации и оперативной государственной статистики.
С ноябре 2016 года по июль 2019 года работала генеральным директором национального Института статистики (INSTAT). С 2017 года является членом совета директоров банка FED invest и членом административного совета, а с 2021 года — председателем административного совета Института социального страхования (ISSH).
В августе 2019 года назначена генеральным директором Главного налогового управления (DPT).
18 сентября 2021 года назначена министром финансов и экономики Албании в третьем кабинете Рамы.
Является автором и соавтором ряда публикаций, включая исследования в области экономики и финансов.
Свободно говорит на английском, итальянском и французском языках.

## Личная жизнь
Замужем, мать двух детей.